# Apollo 54
Apollo 54 è un film del 2007 diretto da Giordano Giulivi. 
Pellicola a basso costo ideata e prodotta dalla The 54 Production, è una commedia fantascientifica, satira di altri film di fantascienza.

## Trama
Cosa sono quegli strani simboli che da giorni stanno interrompendo le trasmissioni televisive? Chi li manda? Anche i media si interrogano sulla natura del fenomeno che minaccia di diventare sempre più incontrollabile.
E cosa sarà mai quello strano cavo che il giovane scienziato Bobby Joe trova inaspettatamente nel bosco?
Questi gli eventi alla base dell'avventura che porterà Bobby Joe ad avventurarsi nello spazio insieme al suo co-pilota Jim Bob, su quella che lui stesso reputa un'astronave robusta ed impeccabile, la Apollo 54.

## Produzione
Film di fantascienza a basso costo (circa 15.000 euro) è stato realizzato da un gruppo di ragazzi romani sotto l'etichetta The 54 Production.
Il film riprende un cortometraggio con lo stesso titolo realizzato dal gruppo nel 1996.

### Riprese
Le riprese del film sono durate tre anni, dal 2003 al 2006. Gli interni sono stati girati interamente all'interno di un'abitazione, in cui sono stati ricostruiti la sala comandi dell'astronave e i suoi condotti di aerazione. È stato anche allestito un blue screen. Le difficoltà legate alla costruzione delle scenografie in ambiente domestico sono state una delle cause che ha reso i tempi di realizzazione particolarmente lunghi.
Gli esterni sono stati girati tra il 2005 ed il 2006 presso il Lago di Martignano, la Caldara di Manziana, le cascate di Castel Giuliano.

### Postproduzione
La maggior parte degli effetti speciali sono stati realizzati in computer grafica, in particolare tutte le sequenze ambientate nello spazio. La scelta fotografica di convertire in monocromatico seppiato l'intero film è stata determinata dall'esigenza di rendere omogenea la fotografia degli interni con le immagini create in computer grafica.
L'intera post-produzione è stata in realtà realizzata parallelamente alla riprese ed è continuata fino al 2007, ad opera degli stessi produttori .

## Distribuzione
È stato presentato all'Festival di Anchorage, al Brooklyn International Film Festival e al Seattle International Film Festival, in cui era in concorso nella sezione New Director Showcase.
Selezioni ufficiali
- Anchorage Film Festival 2007
- Seattle Film Festival 2008
- Brooklyn International Film Festival 2008
- Napoli Film Festival 2008
- Comic-Con International Independent Film Festival 2008

## Accoglienza
Ha guadagnato da parte di alcuni critici statunitensi la definizione di "Spaghetti Sci – Fi". 

## Riconoscimenti
- Brooklyn International Film Festival 2008[8][9]
  - Miglior montaggio
  - Best spirit of the festival